# 劍魚座R
劍魚座R，又名CP-62 372，HD 29712、SAO 249066、HR 1492，是劍魚座的一颗恒星，视星等为5.4，位于銀經272.67，銀緯-39.34，其B1900.0坐标为赤經4h 35m 35.6s，赤緯-62° -39.34′ 27″。